# الشرابية (حي)
حي الشرابية هو حي شعبي كبير في شمال القاهرة. ومن أهم معالم هذا الحي وجود ورش كبيرة تتبع هيئة السكك الحديد صيانة القطارات به. ويتميز بكونه حلقه وصل بين شبرا مصر وشبرا الخيمة ووسط البلد وحدائق القبّة ومصر الجديدة ومدينه نصر وهكذا يعتبر حاكم للطرق المؤدية من وإلى الأحياء المُطلّة على النيل والأحياء الجديدة كمصر الجديدة ومدينة نصر. كما توجد مصافي تكرير الغاز واقعة على خط سوميد.

## الاسم
سمي كذلك نسبة إلى الشرابية وهي طائفة من العسكر كانت تتولى نقل المؤن إلى الجيش في المعسكرات أيام الفاطميين

## التاريخ
كانت الشرابية قديما قرية من ضواحى القاهرة، وقد استقل إداريا عن حي شبرا في ثمانينيات القرن الماضي كغيره من أحياء شمال القاهرة مع حي الزاوية الحمراء ليكونا حيا واحدا وهو حي الزاوية والشرابية إلى أن انفصلا مجددا في نهاية تسعينات القرن العشرين.

## التجمعات
من أهم تجمعاته السكنية عزبة بلال وعزبة الورد والحكر ومهمشة والمظلوم ومساكن اديال. وعزبة هاشم آغا وترعة الجلاد وشارع المجاري وعزبة ابوافية وشارع مصنع النسيج

## المعالم
من أقدم المساجد بالشرابيه هو مسجد بلال الذي سميت على اسمه عزبة بلال، وضريح سيدى المظلوم الذي سًميت المنطقة التي يقع فيها باسمه، وأيضا يوجد مسجد الشبراوى ومسجد النور ومسجد معاذ ومسجد غمرة المنوفى والجامع الأبيض ومسجد الإخلاص.
ومن أشهر الشواراع هناك شارع حسنى وهو شارع له الكثير من الفروع التي تؤدى إلى الكثير من الشوارع الجانبيه. ومن الشوارع الموجودة به شارع عوض الدمياطى حاليا. وبها شارع مصطفى ترك
وشارع كوبرى باغوص ويوجد بالحى عدد من شركات البترول كشركة مصر مصر للبترول والجمعية التعاونية للبترول

## الخدمات
وتوجد العديد من المداراس مثل مدرسه: الزاوية الحمراء للبنات والزاوية الحمراء للبنين، ومدرسة عمروبن العاص الابتدائية والشهيد مصطفى الابتدائية المشتر كة ومدرسة مهمشة الابتدائية المشتركة والمنصوريه المشتركة ونهضه مصر الاعدادية بنين والظاهر الاعدادى بنات والظاهر الثانوى بنين ومدرسة نجيب محفوظ الثانوية بنات. بها مركز بحوث البترول و - مستشفى غمرة العسكري للعائلات-

## أعلام
- احمد بية ثابت (ابو مروان) مدير عام بوزارة البترول
- حامد حسان - مدير عام مصر للطيران
- احمد محمد عيد - (السريع) رجل اعمال
- على سليمان على - رجل اعمال .